# Blaser (bergstopp i Österrike)
Blaser är en bergstopp i Österrike.   Den ligger i distriktet Innsbruck-Land och förbundslandet Tyrolen, i den västra delen av landet, 400 km väster om huvudstaden Wien. Toppen på Blaser är 2 241 meter över havet.
Terrängen runt Blaser är huvudsakligen bergig, men åt sydost är den kuperad. Trakten är tätbefolkad. Närmaste större samhälle är Innsbruck, 16,3 km norr om Blaser. 